# Maria Turlejska
Maria Turlejska z domu Zieleńczyk (ur. 23 sierpnia 1918 w Warszawie, zm. 16 lipca 2004 tamże) – polska socjolog, historyk, działaczka komunistyczna i publicystka. Była profesorem i wykładowcą w Uniwersytecie Warszawskim, Wojskowej Akademii Politycznej i Uniwersytecie Wrocławskim. Współpracowała z „Polityką”. Jako historyk specjalizowała się w dziejach najnowszych Europy.

## Życiorys
Urodziła się w zasymilowanej rodzinie żydowskiej, jako córka Adama Zieleńczyka i Jadwigi z domu Segało. Tuż przed II wojną światową wyszła za mąż za poznanego na spotkaniach „Spartakusa” i Związku Niezależnej Młodzieży Socjalistycznej działacza Komunistycznej Partii Polski Jana Turlejskiego. Lata 1939–1941 spędziła wraz z nim w Łomży pod okupacją sowiecką. Po rozpoczęciu wojny niemiecko-radzieckiej jej mąż jako deputowany do Zgromadzenia Ludowego Zachodniej Białorusi ewakuował się z Armią Czerwoną do Moskwy i potem zginął w czasie próby przerzutu do Polski, gdzie jako członek „Grupy Inicjatywnej PPR” miał odbudowywać partię komunistyczną. Maria Turlejska przedostała się do Warszawy i tam po powstaniu Polskiej Partii Robotniczej aktywnie włączyła się w jej działalność od 1942 (działała pod pseudonimem „Jadzia”). Była zecerem w tajnej drukarni PPR, należała do Gwardii Ludowej i Armii Ludowej, a w powstaniu warszawskim walczyła na Starym Mieście (używała pseudonimu „Małgosia”).
Po zakończeniu wojny funkcjonowała w aparacie władzy komunistycznej. Uczestniczyła m.in. osobiście w fałszowaniu wyników referendum ludowego pod hasłem „3 × TAK” w czerwcu 1946. Od 20 lutego 1945 do października 1946 była instruktorem w Wydziale Propagandy Komitetu Centralnego PPR. Od października 1946 do kwietnia 1947 i od września do grudnia 1948 była zastępcą kierownika Wydziału Historii Partii KC PPR. Jej zadaniem było m.in. wprowadzenie takich zmian do programów nauczania historii, które wygodne były dla władz komunistycznych i które zacierały fakty dowodzące istnienie konfliktów w historii stosunków polsko-rosyjskich. Ściśle w tym czasie współpracowała z Władysławem Gomułką. Została usunięta z Wydziału Historii Partii po aresztowaniu W. Gomułki. W 1948 wstąpiła do Polskiej Zjednoczonej Partii Robotniczej. Pracowała jako kierownik naukowy w Katedrze Historii Polski w Instytucie Kształcenia Kadr Naukowych, działającym od 1950 do 1954. Następnie była zatrudniona w Instytucie Nauk Społecznych przy KC PZPR.
Według zachowanych w IPN danych została w 1950 zwerbowana przez Ministerstwo Bezpieczeństwa Publicznego, gdzie funkcjonowała jako TW „Ksenia”, prowadzona przez płk. Józefa Światłę. Zachowało się około stu meldunków pisanych przez nią, głównie o pracownikach Uniwersytetu Warszawskiego, Instytutu Nauk Społecznych przy KC PZPR i Wojskowej Akademii Politycznej. W późniejszych latach miała zerwać kontakty z tajnymi służbami. W 1955 została usunięta z PZPR, później jednak, po dojściu Gomułki do władzy, ponownie wróciła do łask aparatu partyjnego. Wraz z gen. Janem Czaplą była współautorką wydanej w 1966 przez Wojskową Akademię Polityczną im. F. Dzierżyńskiego książki Z walk przeciwko zbrojnemu podziemiu 1944-1947.
W latach PRL współpracowała z artystą malarzem Zdzisławem Beksińskim i pomagała w jego działalności (zarówno na odległość, jak i po jego przeprowadzce do Warszawy). Po 1970 ekipa Gierka raz jeszcze usunęła ją z kręgów zbliżonych do władzy; jej książkę „Zapis pierwszej dekady” z 1972 wycofano z księgarń i cały nakład przeznaczono na przemiał. Po 1976 publikowała w tzw. drugim obiegu m.in. pod pseudonimem Łukasz Socha. Wydała m.in. pracę pt. Te pokolenia żałobami czarne... Skazani na śmierć i ich sędziowie 1944–1946, stanowiącą zapis danych archiwalnych na temat osób skazanych przez sądy wojskowe i doraźne tuż po zakończeniu wojny w Polsce. Często odwiedzała również odsuniętego od władzy Władysława Gomułkę, z którym prowadziła dyskusje, zbierając przy tym informacje do swoich opracowań historycznych. Po wprowadzeniu stanu wojennego opublikowała w 1984 „Te pokolenia żałobami czarne... Skazani na śmierć i ich sędziowie 1944-1954”, opracowanie oparte m.in. na dokumentach z tajnych archiwów PRL, z których część otrzymała w 1980 od Gomułki. Za książkę tę otrzymała w 1987 Nagrodę Kulturalną „Solidarności”. Była konsultantką historyczną filmu fabularnego „Przesłuchanie” (1982) reż. Ryszarda Bugajskiego. Od 1989 współpracowała z „Gazetą Wyborczą” kontynuując wieloletnią znajomość z Adamem Michnikiem.

## Ocena
Przeciwnicy Marii Turlejskiej pamiętają jej niechlubne zasługi dla reżimu stalinowskiego i współpracę z tzw. „informacją” – tajnymi służbami w tamtym okresie. Nadto podnoszą również jej sprzeciw w sprawie podręczników szkolnych do historii autorstwa dra Leszka A. Szcześniaka w 1999. Nie brak też postaw odwrotnych, podkreślających jej udział – po 1980 – w odkłamywaniu historii Polski i w demaskowaniu systemu, którego sama niegdyś była ważnym elementem. Według jej własnych słów, zmiana perspektywy politycznej, która dokonała się u niej dopiero około sześćdziesiątego roku życia, była wynikiem głębokiego przekonania, że należy uczynić wszystko, aby następne pokolenia nie wzięły przykładu z jej postaw i zachowań i aby nie poszły w jej ślady.

## Publikacje książkowe
- Rozkazy i odezwy Dowództwa Głównego Gwardii Ludowej 1942–1944, Wojskowy Instytut Naukowo-Wydawniczy, Warszawa 1946
- O wojnie i podziemiu. Dyskusje i polemiki, Książka i Wiedza, Warszawa 1959 (nakład 6251 egz., ss. 284)
- Rok przed klęską. Wrzesień 1938 – wrzesień 1939, Wiedza Powszechna, Warszawa 1960
- (red.) Z walk przeciwko zbrojnemu podziemiu 1944–1947, Wydawnictwo Ministerstwa Obrony Narodowej, Warszawa 1966
- Druga wojna światowa, t. 1[d]: Prawda i fikcje. Wrzesień 1939 – grudzień 1941, Książka i Wiedza, Warszawa 1966 (wyd. II jako Prawdy i fikcje. Wrzesień 1939 – grudzień 1941, 1968)
- Szkice i wykłady o Polsce Ludowej (1944–1960), cz. 1, Wojskowa Akademia Polityczna im. Feliksa Dzierżyńskiego (WAP), Warszawa 1966
- Materiały źródłowe do dziejów Polski Ludowej (1944–1965), cz. 2[e], WAP, Warszawa 1968
- Świat i Polska po wojnie (1945–1954), WAP, Warszawa 1969
- (red.) Dzieje sąsiadów Polski Ludowej. Skrócone przekłady, cz. 1: Związek Radziecki w latach 1945–1958, cz. 2: Niemcy po 1945, WAP, Warszawa 1970
- (red.) W walce ze zbrojnym podziemiem 1945–1947, Wydawnictwo MON, Warszawa 1972
- Zapis pierwszej dekady 1945–1954, Książka i Wiedza, Warszawa 1972
- Spór o Polskę. Szkice historyczne, Czytelnik, Warszawa 1972 (wyd. II: 1981)
- Te pokolenia żałobami czarne… Skazani na śmierć i ich sędziowie 1944–1954, Niezależna Oficyna Wydawnicza, Warszawa 1986 (wyd. II: Aneks, Londyn 1989; wyd. III: NOW, Warszawa 1990; fragment w drugim obiegu wydawniczym w Res Publica)

## Odznaczenia
- Srebrny Krzyż Zasługi – dwukrotnie (po raz drugi w 1951, za zasługi położone przy organizacji II Światowego Kongresu Obrońców Pokoju)[9]
- Medal 10-lecia Polski Ludowej (1955, na wniosek Prezesa Centralnego Urzędu Wydawnictw, Przemysłu Graficznego i Wydawnictw)[10]
- Złota Odznaka honorowa „Za Zasługi dla Warszawy” (1967)[11]